# Monte Harding
Il monte Harding, con un'altezza di oltre 2000 m, è la montagna più alta delle Montagne Grove e si trova nella Terra della Principessa Elisabetta, nell'Antartide orientale. Essa sporge solo per circa 200 metri sopra la calotta glaciale continentale. Si trova a circa 6 km a ovest della scarpata Gale, nella parte centro-meridionale della catena. La cresta Zakharoff sorge a 2,5 km a sud-est del monte Harding.
La montagna venne mappata utilizzando fotografie aeree scattate tra il 1956 e il 1960 durante le spedizioni di ricerca antartica australiane. Il comitato australiano per i toponimi e le medaglie antartici gli diede il nome in onore del topografo australiano Norman E. Harding, coinvolto nella creazione delle mappe dell'Antartide come dipendente del Dipartimento australiano per lo sviluppo nazionale.

## Area Specialmente Protetta dell'Antartide
Il sito è protetto dal Trattato Antartico come Area Specialmente Protetta dell'Antartide (codice ASPA 168). Il motivo principale della designazione è stato quello di proteggere le sue caratteristiche geomorfologiche uniche per la ricerca scientifica sulla storia evolutiva della calotta glaciale dell'Antartide orientale e preservarne i valori scientifici, estetici e naturali.